# Willi Rösel
Willi Rösel (* 22. August 1954 in Gießen) ist ein ehemaliger deutscher Autocross-Pilot. Er war siebenfacher Europameister in dieser Disziplin.

## Karriere
Rösel bestritt 1972 sein erstes Autocross-Rennen. Bereits 1975 und 76 gewann er die deutsche Meisterschaft zweimal in Folge und wurde 1977 deutscher Vizemeister. 1978 debütierte er im Autocross-Europapokal und wurde auf Anhieb Vizemeister. Von 1979 bis 1985 gelangen ihm 7 Europapokaltitel in Folge, was ihn für lange Zeit zum erfolgreichsten Fahrer in dieser Motorsportdisziplin mit insgesamt 42 Einzelsiegen machte. Zusätzlich gewann er 1987 die Österreichische Autocross-Meisterschaft, nachdem er einige Saisons mit österreichischer Lizenz bestritt.
Als Einsatzfahrzeuge benutzte Rösel Eigenbauten mit Motoren von VW, Audi und Porsche.
Nachdem er 20 Jahre lang ununterbrochen im Autocross aktiv gewesen war, beendete er 1992 nach dem EM-Lauf in Italien seine Karriere.

## Sonstiges
Auch sein Bruder Josef Rösel bestritt von 1974 bis 78 Autocross-Rennen und wurde zwischenzeitlich hessischer Meister.
1982 bekam er vom deutschen Bundespräsidenten Karl Carstens für seine sportlichen Erfolge das Silberne Lorbeerblatt verliehen.
Erst 2017 wurde Rösels Rekordbilanz von seinem Landsmann Bernd Stubbe mit aktuell acht Europameisterschaftstiteln eingestellt.